# Siggi Kautz
Siegfried „Siggi“ Kautz (* 11. April 1980 in Heidelberg) ist ein deutscher Schauspieler und Musiker.

## Leben und Wirken
Siggi (Siegfried) Kautz wuchs in Berlin, Hamm/Westf. und Colorado Springs (USA) auf. Im Alter von 15 Jahren kam er über die Musik zur Schauspielerei und drehte das erste Mal unter der Regie von Marco Serafini für das ZDF. Es folgten weitere Film- und Fernsehproduktionen mit Regisseuren wie Niki Stein und Margarethe von Trotta. Bekannt wurde er durch zahlreiche Episoden-Haupt- und Nebenrollen, sowie sein Mitwirken in den Serien Unser Charly, dem Disney Club und der RTL-Sitcom Alle lieben Jimmy, die nicht zuletzt für den Deutschen Fernsehpreis, sowie den internationalen Emmy in der Kategorie Comedy nominiert wurde. Er spielt Klavier, Saxofon, Didgeridoo und Gitarre. 1996 stand er zusammen mit dem Jazzmusiker Herbie Hancock für einen Imagefilm in New York City vor der Kamera. 2007 übernahm er eine kleine Rolle in einer internationalen Großproduktion unter der Regie des amerikanischen Filmemachers Spike Lee in dem Film Miracle at St. Anna und spielte dort einen Wehrmachtssoldaten. Weiterhin ist Kautz musikalisch aktiv und ist 2008 an der Fertigstellung des Soundtracks für den Film 2012 (Regie: Marcus Overbeck) maßgeblich beteiligt gewesen.

## Filmografie (Auswahl)
- 1995: Männer sind was Wunderbares
- 1996: Die Kids von Berlin
- 1997: Unser Charly
- 1997: Moderation Disney Club
- 1997: OP ruft Dr. Bruckner
- 1998: SK Kölsch
- 1998: Paps Versprechen hält man
- 1999: Dunkle Tage
- 1999: Alarm für Cobra 11 – Die Autobahnpolizei
- 1999: Die Strandclique
- 1999: Tatort – Köln
- 1999: Die Pest
- 2000: Hallo Onkel Doc
- 2000: Ritas Welt
- 2000: Der Fahnder
- 2000: Sommernachtstod
- 2000: Großstadtrevier
- 2001: Nachtreise
- 2001: Die Wache
- 2001: Edel & Starck
- 2002: Alphateam – Die Lebensretter im OP
- 2002: Für alle Fälle Stefanie
- 2002: SOKO Leipzig
- 2002: In aller Freundschaft Folge 137: Der erste Schritt (Staffel 5, Episode 13)
- 2002: Die Rettungsflieger
- 2002: Gute Zeiten, schlechte Zeiten
- 2003: Mein Leben und ich
- 2003: Sommernachtstod
- 2003: Hallo Robbie!
- 2003: Tatort – Sag nichts
- 2004: Alle lieben Jimmy
- 2004: Dias Para Recordar
- 2005: Tatort – Leerstand
- 2005: Ein Fall für zwei
- 2006: Alle lieben Jimmy
- 2007: Und Jimmy ging zum Regenbogen
- 2007: Miracle at St. Anna
- 2007: Dörthes Dancing
- 2009: Tatort – Neuland
- 2009: Pfarrer Braun – Kur mit Schatten
- 2010: Abgefahren
- 2012: Klappe Cowboy!

## Auszeichnungen
- 1999: Goldene Kamera: Gewinn des Publikumspreises für Dunkle Tage
- 2006: Nominierung Deutscher Fernsehpreis für beste Sitcom 06 Alle lieben Jimmy
- 2007: Nominierung International Emmy 07 für Alle lieben Jimmy